# 硝酸钷
硝酸钷是一种无机化合物，化学式为Pm(NO3)3，具有放射性，可溶于水。

## 制备
硝酸钷可由氧化钷和硝酸反应得到：
Pm2O3 + 6 HNO3 → 2 Pm(NO3)3 + 3H2O

## 安全
硝酸钷可以经皮肤吸收，富集于肝脏和骨骼中。